# Ямада: Самурай Айотайи
«Ямада: Самурай Айотайи» (англ. The Samurai of Ayothaya, 2010, тайск. ซามูไร อโยธยา) — исторический фильм режиссёра Ноппорн Ватин.

## Сюжет
Фильм основан на реальных исторических фактах из жизни самурая Ямада Нагамаса, который перешёл на службу к правителю Аютии и был назначен им губернатором одной из провинций. В фильме очень зрелищно показаны сцены изучения воинами Аютии древнего стиля тайского бокса — муай боран.
После предательского ранения самурай Ямада попадает в мирный посёлок в Аютии. Сразу после выздоровления Ямада пытается начать новую жизнь и стремится проявить себя среди местных жителей, но убеждается в том, что его японское боевое искусство не сравнится с восемью оружиями Муай Тай — кулаками, ногами, локтями и коленями. Поэтому он решает начать обучение под руководством мастера-монаха.

## В ролях
- Сэйги Одзэки — Ямада Нагамаса
- Сорапонг Чатри — мастер-монах
- Буакхау По. Прамук — старший воин села Айотайа
- Каноккорн Джайчуен — молодая девушка Чампа